# Hrastje ob Bistrici
Hrastje ob Bistrici (Duits: Hrastje) is een plaats in Slovenië en maakt deel uit van de gemeente Bistrica ob Sotli in de NUTS-3-regio Savinjska. De plaats telde 148 inwoners op 1 januari 2020.